# Ծ
Das Ca (Ծ und ծ) ist der 14. Buchstabe des armenischen Alphabets. Der Buchstabe stellt den Laut [t͡s] (westarmenisch: [d͡z]) dar und wird im Deutschen mit dem Buchstaben Z (westarmenisch: Digraph Ds) transkribiert.
Es ist dem Zahlenwert 50 zugeordnet. 

## Zeichenkodierung
Das Ca ist in Unicode an den Codepunkten U+053E (Großbuchstabe) bzw. U+056E (Kleinbuchstabe) zu finden.